# مصالح نمایان

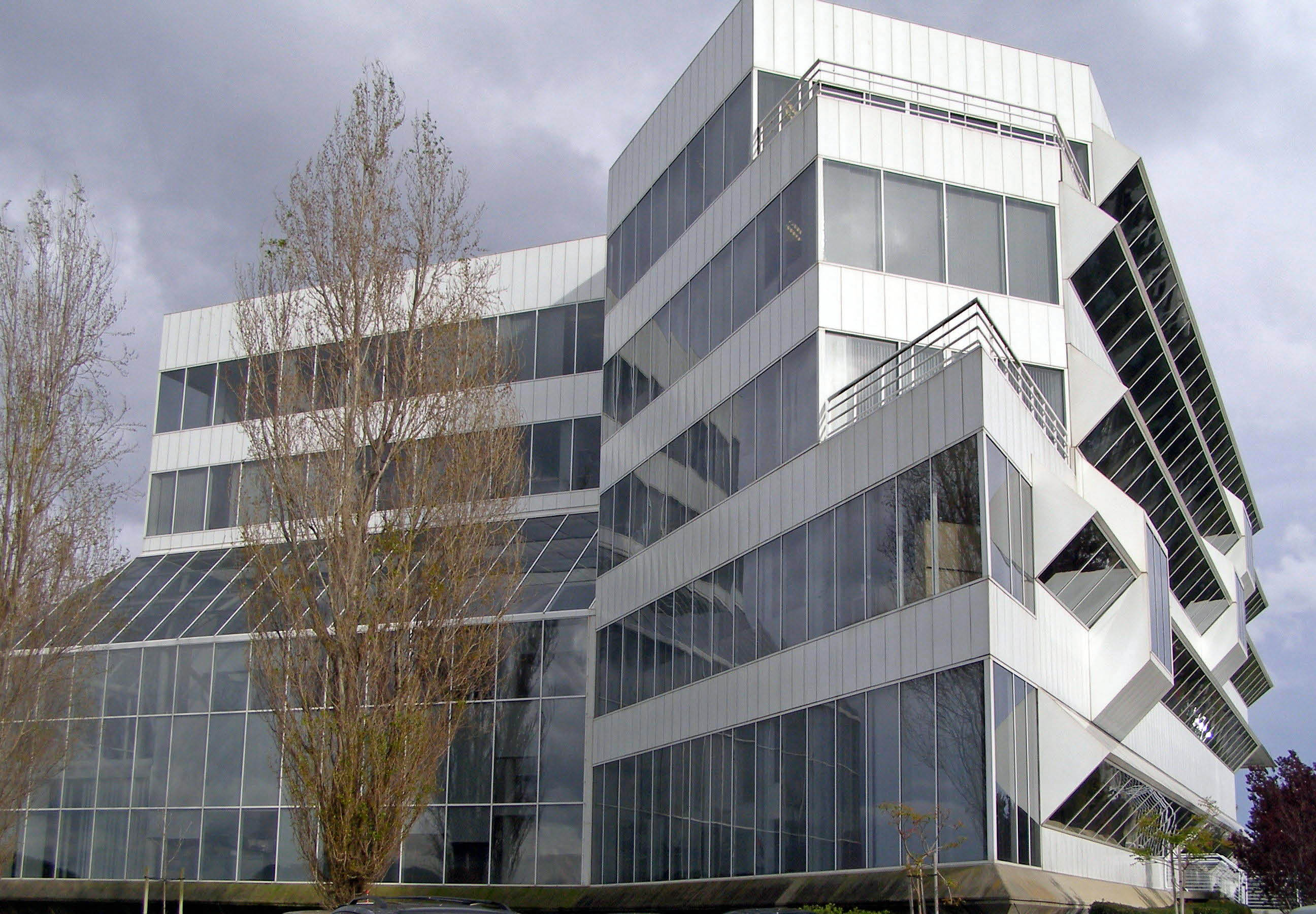
ساختمان داکین با نمای بیرونی پانل‌های از جنس پرسلن.

مصالح نمایان (به انگلیسی: Truth to materials) اصول معماری مدرن است (برخلاف معماری پست مدرن)، که معتقد است از هر ماده ای در جایی که مناسب‌ترین مصالح است باید استفاده شود و ماهیت آن نباید پنهان شود؛ بنابراین، بتن نباید نقاشی شود و وسایل ساخت آن را باید نشان داد، به عنوان مثال، بدون سنباده کاری یا … نمای بتنی را که آثار قالب چوبی به صورت کرکره چوبی (بتن بروت) بر روی آن به جا مانده است ، نمایش دهید. به عنوان نمونه دیگر، پرسلن به ندرت در نمای خارجی ساختمانها مورد استفاده قرار می‌گیرد، اما یک نمونه مدرن ساختمان داکین ،بریسبین، کالیفرنیا (به انگلیسی: Dakin Building, Brisbane, California)، است؛ بنابراین، پانل‌های چینی این ساختمان بدون پوشش با هر رنگ و روکشی مانده است.